# Parti nationaliste du Québec
Le Parti nationaliste du Québec était un parti politique québécois lors des élections fédérales canadiennes de 1984. Il a été fondé par Marcel Léger. Il en a été le chef du 14 septembre 1983 au 17 mai 1984. Lui a succédé Denis Monière, qui occupa ce poste jusqu'à la dissolution du parti en 1987.
Il ne recueille que 2,5 % des voix au Québec et ne fit élire aucun député.
Réal Ménard, député du Bloc québécois dans Hochelaga de 1993 à 2009, fut candidat pour ce parti en 1984 dans la même circonscription.